# Tourette (Automarke)

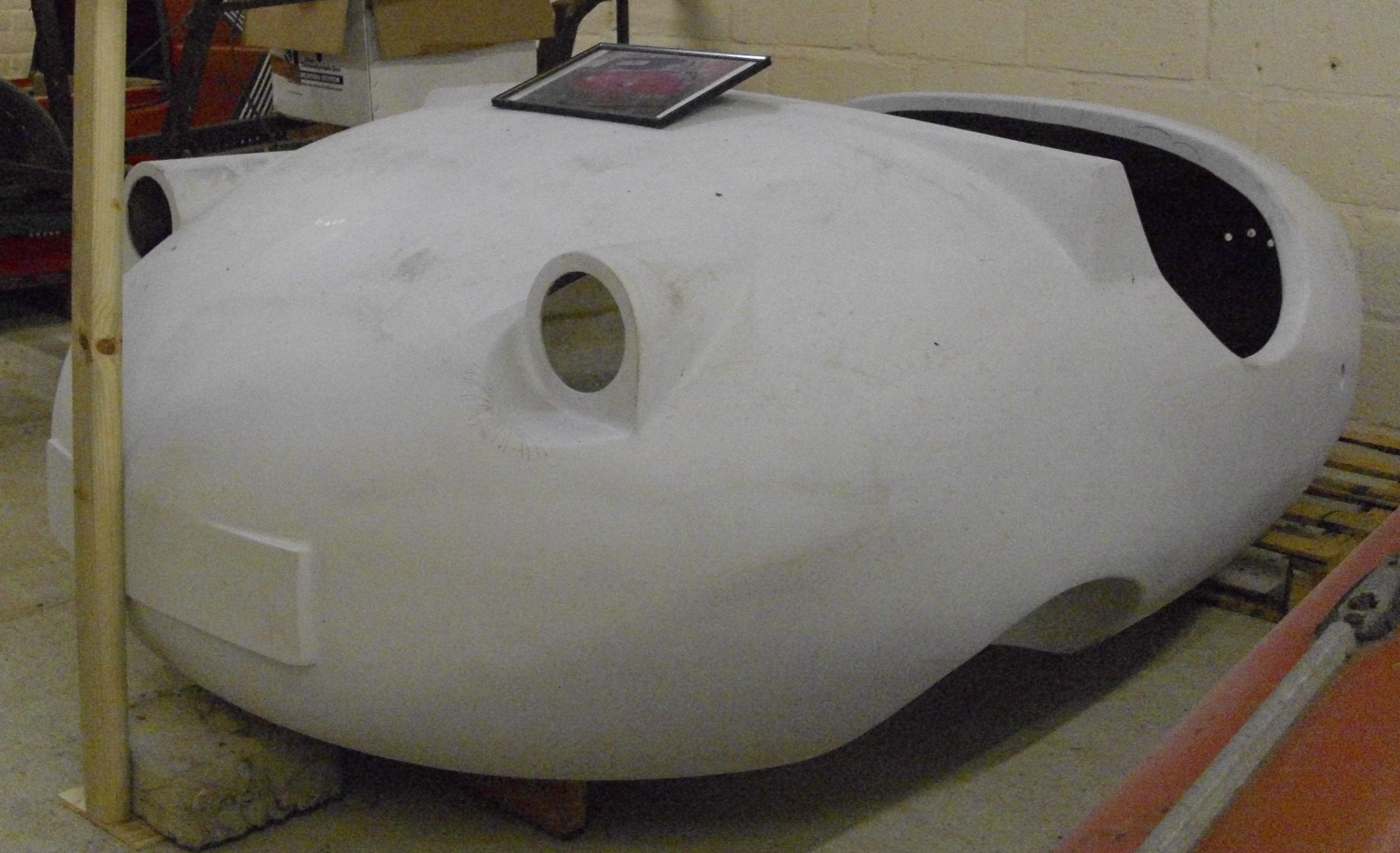
Tourette (in Restauration)

Tourette war eine britische Automarke.

## Markengeschichte
Carr Brothers Ltd. aus Purley begann 1956 mit der Produktion von Automobilen. Der Markenname lautete Tourette. 1957 setzte der Motorradhersteller Progress Supreme Company von der Brighton Road im gleichen Ort die Produktion fort. 1958 endete die Produktion. Insgesamt entstanden 35 Fahrzeuge.

## Fahrzeuge
Das einzige Modell war ein Kleinstwagen. Er ähnelte den Modellen von Brütsch. Das Fahrzeug war ein Dreirad mit hinterem Einzelrad. Der Motor befand sich in Mittelmotorbauweise vor dem Hinterrad. Dabei handelte es sich um einen Einzylinder-Zweitaktmotor von Villiers Ltd mit 197 cm³ Hubraum und 6 PS Leistung. Die offene Karosserie bestand aus Kunststoff, später gegen Aufpreis aus Aluminium. Sie bot Platz für zwei Personen. Das Fahrzeug war 259 cm lang und wog 195 kg. Die Höchstgeschwindigkeit war mit 88 km/h angegeben.